# Pulpet

Pulpet - Hallwylska museet

Pulpet är en skrivmöbel med lutande skiva, som man kan stå eller sitta vid. Det kan antingen syfta på en enkel talarstol (jämför kateder), ett högre skrivbord med lutande skiva eller en skolbänk.

## Etymologi
Ordet pulpet finns i svensk skrift sedan 1597. Det kommer via tyskan från latinets pulpitum, med betydelsen 'talartribun' eller 'träställningen under teaterscen'. Samma latinska ord har även gett upphov till pult, vid vilken en dirigent leder orkestern.